# Rocco e le sorelle
Pour plus de détails, voir Fiche technique et Distribution.
Rocco e le sorelle est une comédie italienne sortie en 1961, réalisée par Giorgio Simonelli.

## Synopsis
Lors d'un voyage vers Milan, Rocco et ses quatre sœurs sont arrêtés pour avoir égaré leur billet ; Rocco est enfermé pour sa ressemblance avec un fauteur d'attentats. Pendant le temps de son arrestation, ses sœurs trouvent un travail dans une auberge et des petits amis. À sa sortie, Rocco se fâche contre ses sœurs pour leur façon légère de se comporter, et il devra continuer son voyage tout seul.

## Fiche technique
- Titre italien original : Rocco e le sorelle
- Réalisation : Giorgio Simonelli
- Scénario : Enzo Di Gianni, Ernesto Gastaldi
- Genre : comédie
- Musique : Franco Pisano
- Production : Enzo Di Gianni pour Di Gianni Cinematografica
- Photographie : Franco Villa
- Format d'image: noir et blanc ; 2,35 : 1
- Montage : Dolores Tamburini
- Durée : 95 min
- Décors : Amedeo Mellone
- Pays de production :  Italie
- Langue originale : italien
- Date de sortie : 1961

## Distribution
- Tiberio Murgia : Rocco
- Moira Orfei : Lola
- Gina Rovere : Concetta
- Anna Ranalli : Maria
- Vera Cruz : Carmela
- Mario Valdemarin : Marcello
- Alberto Talegalli : commendeur Leone Rompiglioni
- Memmo Carotenuto : commendeur Dario Santini
- Alberto Lupo : Gianni
- Luigi Pavese : son Excellence
- Umberto Bindi : chanteur au night-club
- Anna Campori : fiancée de Leone
- Pietro De Vico : Agostino
- Fanfulla : Nando Fringuetti
- Alice et Ellen Kessler : danseuses au night-club
- Corrado Lojacono : Golia
- Jenny Luna : chanteuse au mariage
- Don Lurio : danseur au night-club
- Little Tony : chanteur au mariage
- Nietta Zocchi : Miss Sonny
- Gianni Solaro : Conte Rocco
- Nando Angelini : ami de Gianni qui danse avec Lola
- Sandro Montani